# 738 Alagasta
738 Alagasta
738 Alagasta là một tiểu hành tinh ở vành đai chính. Nó được Franz Kaiser phát hiện ngày 7.01.1913 ở Heidelberg và được đặt tên là Alagasta, tên gốc của thành phố Gau-Algesheim (Đức), nơi sinh của gia đình Franz Kaiser